# Alec Empire
Alec Empire, de son vrai nom Alexander Wilke-Steinhof (né le 2 mai 1972 à Charlottenburg, Berlin-Ouest), est un musicien allemand de musique électronique. Il est notamment connu comme l'un des membres fondateurs du groupe Atari Teenage Riot, mais aussi pour sa carrière solo en tant qu'artiste, remixer et disc jockey. Il est aussi fondateur du label berlinois Digital Hardcore Recordings (DHR).

## Biographie

### Enfance et premières influences politiques
Alexander Wilke est né le 2 mai 1972, dans un Berlin-Ouest à cette période occupé, où il vit jusqu'à l'âge de 17 ans. Son père est un socialiste appartenant à la classe ouvrière, et son grand-père a été tué dans un camp de concentration pendant la Seconde Guerre mondiale car il militait contre le régime fasciste, et non parce qu'il était juif, contrairement à ce que laissaient entendre certains médias,. Sa mère est la fille de l'inventeur de la première machine à tricoter à usage domestique, un autodidacte millionnaire, dont l'entreprise fit faillite à sa mort.
Il grandit pendant la Guerre froide près du Mur de Berlin, qu'il longe tous les jours pour se rendre à l'école. La présence de gardes-frontières armés lui fait prendre conscience très tôt qu'il vit dans une ville occupée,. Il décrit le Berlin de l'époque comme « probablement l'endroit le plus à l'extrême gauche d'Allemagne dans les années 1970, des terroristes, beaucoup de manifestations, et sans doute les premières tentatives d'écouter les  derniers tubes venant des États-Unis, grâce aux émissions radio que les soldats américains ont apportées à Berlin. »

### Premières influences musicales

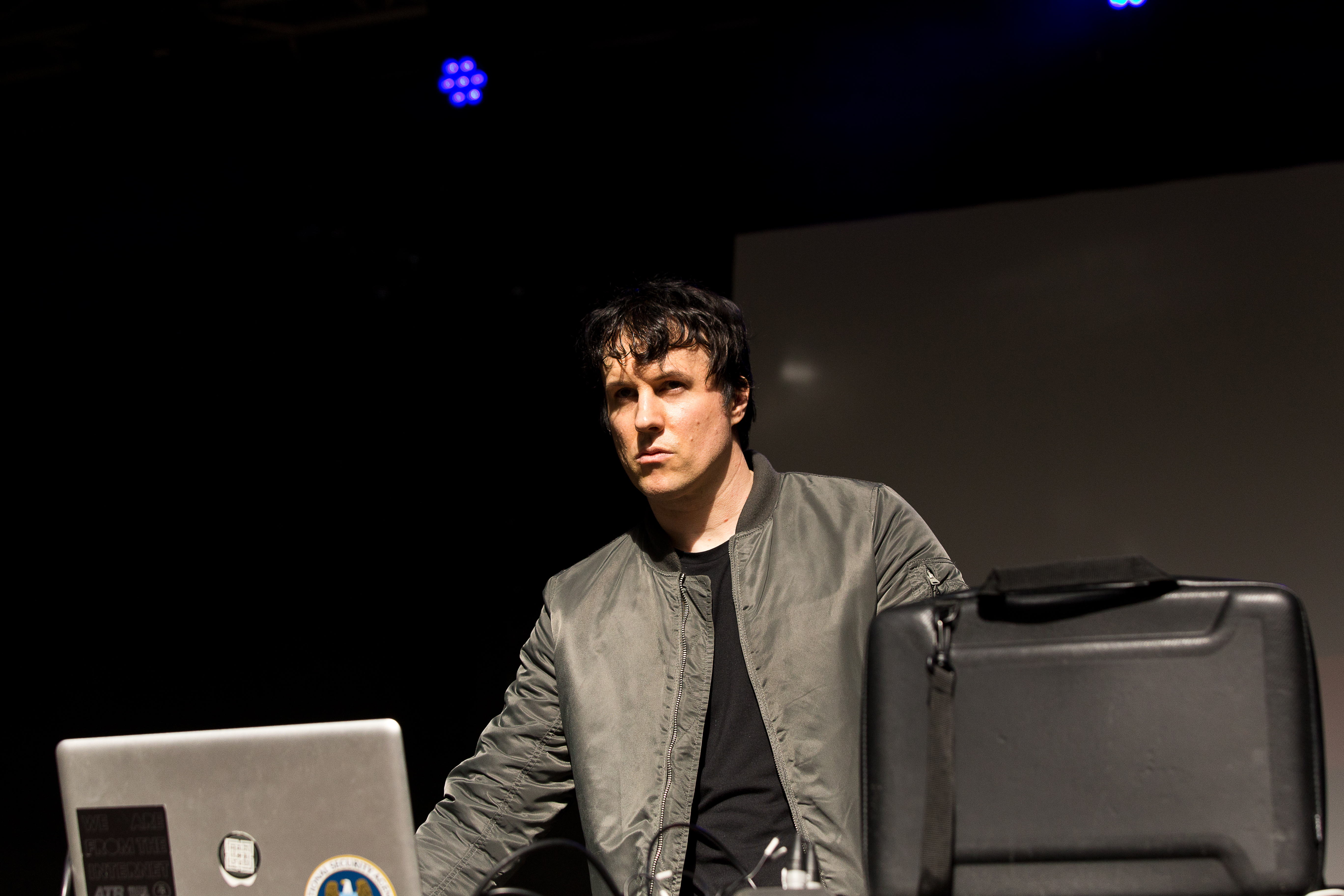
Alec Empire au festival Nocturnal Culture Night en 2016.

L'intérêt qu'il porte au rap le conduit à une carrière de break dancer dans les rues de Berlin à l'âge de 10 ans. Plus tard, déçu par ce genre devenu de plus en plus commercial, il le délaisse pour un tout autre mode d'expression musicale. Il joue de la guitare depuis l'âge de 8 ans, ce qui, couplé avec son éducation politique, le conduit finalement à la création de son premier groupe, Die Kinder, à l'âge de 12 ans.
Vers l'âge de 16 ans, Empire finit par penser que le punk, en tant que mouvement plutôt que genre, est « mort » (même si l'attitude anti-establishment punk figurera de manière significative dans ses productions suivantes). Après avoir quitté Die Kinder, il est fasciné par la scène rave, et après la réunification allemande, il se met à fréquenter les rave party dans l'est de Berlin, jugeant que la scène de son Berlin-Ouest natif est trop commerciale. À cette époque il créa un grand nombre de ce qu'il appelle « de la musique de DJ sans visage. » En 1991, alors qu'il mixait sur une plage en France avec son amie Elias Hanin, il attire l'attention d'Ian Pooley, ce qui conduit à l'enregistrement d'une série de disques phonographiques sur le label Force Inc.
Empire est un producteur et un DJ prolifique qui gagne bien sa vie, néanmoins, il voit la scène rave comme décadente et égoïste. Cela le met en colère, parce que lui et ses amis sentaient bien qu'ils vivaient dans une ville impliquée dans les affaires politiques, et que la mort des gouvernements dirigés par les communistes avait donné lieu à une montée du conservatisme en Allemagne, ce dont peu de gens se souciaient. Le mouvement néo-nazi allemand avait envahi la scène, déclarant la trance techno la « vraie musique allemande ». Empire riposte en samplant du funk des années 1960 et 1970 - un style de musique principalement afro-américain - et en l'utilisant dans son travail solo. Lorsqu'il se rend compte que ce n'était pas assez pour faire passer le message, il décide de former un groupe avec des personnes partageant cette même sensibilité : Hanin Elias (elle aussi ancienne punk) et Carl Crack (un MC swazi). Atari Teenage Riot est né.

### Pendant ATR
Il fonde Digital Hardcore Recordings. En 1992, il devient le leader-fondateur du groupe Atari Teenage Riot, groupe signé sur le label Grand Royal des Beastie Boys. Le premier album solo d'Alec Empire sort en 1995. Ce dernier est intitulé Low on Ice. L'album est suivi, l'année suivante, en 1996, par un deuxième album, « Les étoiles des filles mortes ». La même année sort The Destroyer, puis deux ans plus tard, The Curse of the Golden Vampire, un album qu'il réalise en collaboration avec Techno Animal.
Avec Atari Teenage Riot, Alec participe au chant ou à la production sur six albums. Alec collabore également avec Björk en 1997, avec RL Burnside ou Ice. Il fait également la première partie de la tournée européenne de Nine Inch Nails pour The Fragile avec son groupe Atari Teenage Riot. ATR passe des années à tourner à l'international notamment aux côtés de groupes comme Jon Spencer Blues Explosion, Beck, Rage Against the Machine, le Wu-Tang Clan et Ministry, jouant même en tête d'affiche au festival Digital Hardcore au CBGB de New York en 1998, et à un concert au Queen Elizabeth Hall de Londres en 1999 à la demande de John Peel. Chacun des membres jouit d'une carrière solo – celle d'Empire, à cette période, se conclut avec la sortie de Nintendo Teenage Robots, et du bootleg Alec Empire vs. Elvis Presley. Sur scène à Seattle en 1999, Empire se mutile les avant-bras avec une lame de rasoir.
À la fin 1999, Empire est épuisé mentalement, Elias étant enceinte, et Crack souffrant de psychose à cause des prises de drogues. Le groupe est mis en pause ; son avenir reste incertain jusqu'à la mort de Crack en 2001 et la décision d'Elias de quitter DHR pour lancer Fatal Recordings.

### Après ATR
En 2002, Alec publie Intelligence and Sacrifice,,. Il sort en 2005, avec Nic Endo, son dernier album nommé Futurist, donnant une place plus importante aux guitares tout en conservant le son « électro » le caractérisant.
Empire commence l'année 2006 comme disc jockey pendant le soir du nouvel an avec Throbbing Gristle. Pendant l'année, il remixe des morceaux de Rammstein (avec qui il se popularise « pour de mauvaises raisons ») et pour le groupe new-yorkais Most Precious Blood. Il enregistre une reprise de Monk Time des Monks pour un album hommage au chanteur Gary Burger, et Russell Simins de Blues Explosion. Atari Teenage Riot: 1992-2000, un album rétrospectif, est publié par DHR le 3 juillet 2006.

### Après DHR

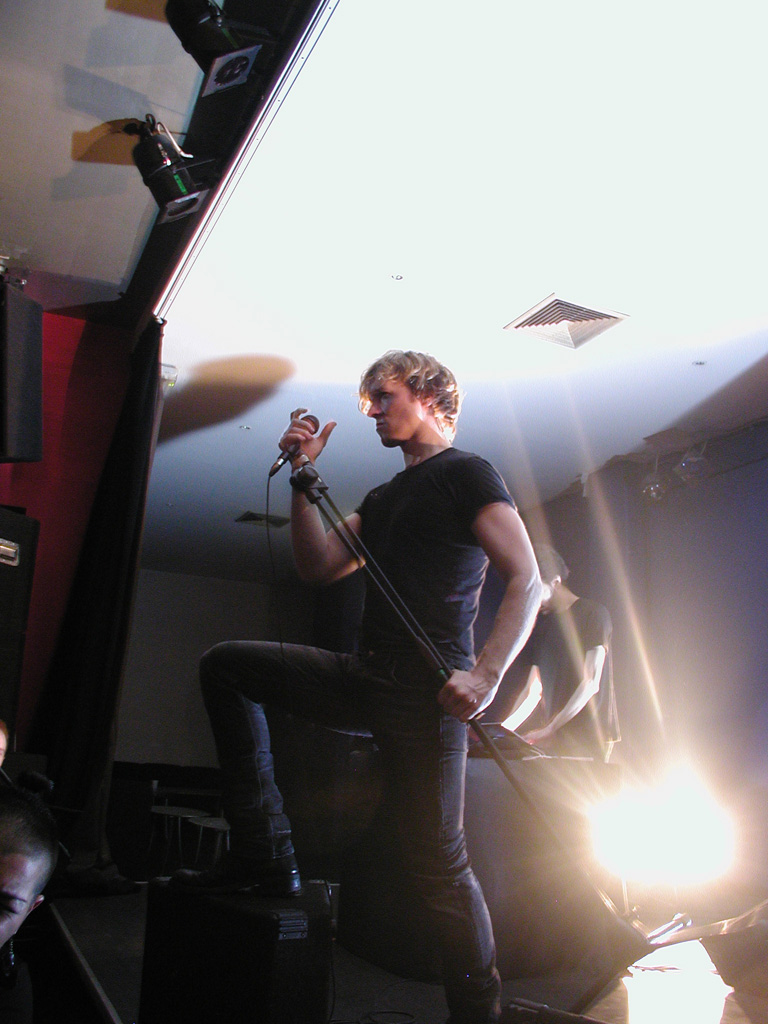
Alec Empire sur scène à Prato, en Italie, le 13 janvier 2007.

En 2007, Empire annonce mettre de côté DHR, révélant la création d'un nouveau label, Eat Your Heart Out, qu'il décrit comme « le son du nouveau Berlin. » La première sortie du label est le single Robot L.O.V.E., suivi par l'album The Golden Foretaste of Heaven, enregistré avec sa nouvelle équipe de production et groupe de tournée The Hellish Vortex, publié le 28 novembre 2007 au Japon et le 21 janvier 2008 en Europe. Le deuxième single, l'EP On Fire, est publié le 7 décembre. Sixteen Years of Video Material, un DVD qui comprend des scènes rares d'Empire et ATR, est publié au label allemand Monitorpop en juillet 2008,
En février 2017, Empire publie la bande-son du thriller allemand Volt.
Depuis l'attaque du 7 octobre 2023, Alec Empire a montré sur ses réseaux sociaux un soutien indéfectible aux forces d'occupation israéliennes en dépit du décompte macabre qui n'a fait que croitre pendant plus d'un an.

## Discographie

### Albums studio
- 1992 : SuEcide Pt. 1 et Pt. 2
- 1994 : Limited Editions 1990–94 (Mille Plateaux/ Geist Records UK)
- 1994 : Generation Star Wars (Mille Plateaux/ Geist Records UK)
- 1995 : Low on Ice (Mille Plateaux Records)
- 1995 : Atari Teenage Riot – Delete Yourself (Digital Hardcore Rec./ Intercord)
- 1996 : Hypermodern Jazz 2000.5 (Mille Plateaux/ Geist Records UK)
- 1996 : The Destroyer (Digital Hardcore Recordings)
- 1996 : Les étoiles des filles mortes (Mille Plateaux/ Geist Records UK)
- 1996 : Berlin Sky (Analogue Records USA)
- 1997 : Atari Teenage Riot – Burn Berlin Burn (Grand Royal USA/ DHR)
- 1997 : Squeeze The Trigger (DHR UK)
- 1998 : Miss Black America (DHR UK)
- 1999 : Atari Teenage Riot – 60 Second Wipe Out (Elektra Records USA/ DHR)
- 1999 : Nintendo Teenage Robots – We Punk Einheit (DHR Limited)
- 1999 : Alec Empire vs. Elvis Presley Bootleg (El Turco Loco)
- 2001 : Intelligence and Sacrifice (Beat Ink. Japan)
- 2002 : Intelligence and Sacrifice (Digital Hardcore Recordings/ Zomba Records)
- 2002 : Redefine the Enemy (DVD)
- 2003 : Alec Empire and Merzbow live at CBGBs New York (Digital Hardcore Recordings)
- 2003 : The CD2 Sessions Live in London (Digital Hardcore Recordings)
- 2005 : Futurist (Digital Hardcore Recordings / Beat Ink Japan)
- 2006 : Atari Teenage Riot – Atari Teenage Riot (Digital Hardcore Recordings)
- 2007 : Alec Empire – The Golden Foretaste of Heaven (Eat Your Heart Out Records/ Beat Ink Japan)
- 2008 : Alec Empire – The Golden Foretaste of Heaven (Eat Your Heart Out Records/ Rough Trade)
- 2009 : Alec Empire – Shivers (Eat Your Heart Out Records)
- 2011 : Mustard Pimp feat. Alec Empire – Catch Me (Dim Mak Records)
- 2011 : Atari Teenage Riot – Is this Hyperreal? (Digital Hardcore Recordings)

### Remixes (sélection)
- 1993 : Space Cube (Remix: Dschungelfieber) / Riot Beats
- 1994 : Air Liquide (Remix: Abuse Your Illusions Pt.1)
- 1996 : Bindenmittel – (Remix: Unification) WEA Records
- 1996 : Think About Mutation/ Ooomph (Remix: Motor Razor)
- 1996 : Cibo Matto (Remix: Know Your Chicken) / Blanco Y Negro Records
- 1996 : Schorsch Kamerun (Remix: Die Menschen aus Kiel) / L'Âge d'or Records
- 1996 : Stereo Total (Remix: Dactylo Rock)
- 1996 : Nicolette (Remix: Beautiful Day) / Mercury Records/ Talkin Loud Rec.
- 1997 : Buffalo Daughter (Remix: Dr Moog) / Grand Royal Records
- 1997 : Bottom 12 – (Remix: Dance or be Shot)
- 1997 : Schweisser (Remix: Friss Scheiße) / Intercord Tonträger GmbH
- 1997 : Einstürzende Neubauten (Remix: The Garden) / Mute Records
- 1997 : Violent Onsen Geisha & DMBQ (Remix: Mood of Mods Generation) / ZK Records Japan
- 1997 : Mad Capsule Markets (Remix: Crash Pow) / Viktor Entertainment Japan
- 1997 : Björk (Remix: Joga) / Mother Records
- 1997 : Björk (Remix: Bachelorette) / One Little Indian Records
- 1997 : Audio Active (Remix: My Way) / On U-Sound Records
- 1997 : Nicolette (Remix: No Government) / Talkin Loud Records
- 1998 : Techno Animal vs. Reality (Remix: Atomic Buddha) / City Slang, Labels
- 1998 : Shonen Knife – (Remix: Keep on Rockin) / MCA Victor Japan
- 1998 : Thurston Moore (Remix: Root) / Lo Recordings
- 1998 : Mogwai (Remix: Like Herod) / Eye Q Records UK, Jet Set Records
- 1998 : Mark Stewart (Remix: Consumed) / Mute Records
- 1999 : Björk (Remix: Joga) / Columbia Records
- 1999 : Collision Course (El-P, Company Flow) (Remix: Trapped in 3D) / PIAS UK
- 2000 : Guitar Wolf – (Remix: Jet Virus) / KiOon Records Japan
- 2000 : Bande-son de Godzilla 2000 (Remix: March of Godzilla) / Nippon Columbia
- 2002 : Primal Scream (Remix: Miss Lucifer) / Columbia Records, Sony
- 2003 : Chris Vrenna (Remix: Skool Daze) / Waxploitation Records USA
- 2003 : Brainbombs (Remix: It's a Burning Hell) / Load Records USA
- 2004 : Panic DHH (Remix: Reach) / Gonzo Circus Records
- 2004 : Rammstein (Remix: Amerika) / Universal Music
- 2005 : Rammstein (Remix: Mann Gegen Mann) / Universal Island Records
- 2005 : Coil (Remix: Tribute to Coil) / Fulldozer Records Russia
- 2006 : Most Precious Blood (Remix: Oxygen Dept) / Halo 8 Records USA
- 2007 : Emigrate (Remix: New York City) / Motor, Edel Records
- 2010 : IAMX (Remix: I Am Terrified) / Metropolis Records, 61Seconds
- 2012 : SALEM (Remix: Better Off Alone)

### Vidéos
- 1994 : We All Die!
- 1995 : Low on Ice
- 1999 : Attack (avec Jon Spencer Blues Explosion)
- 2002 : Addicted to You
- 2002 : The Ride
- 2002 : New World Order
- 2004 : Kiss of Death
- 2007 : On Fire